# Effectifs du Championnat d'Europe féminin de basket-ball 2021
Cet article est un complément de Championnat d'Europe féminin de basket-ball 2021.

### 

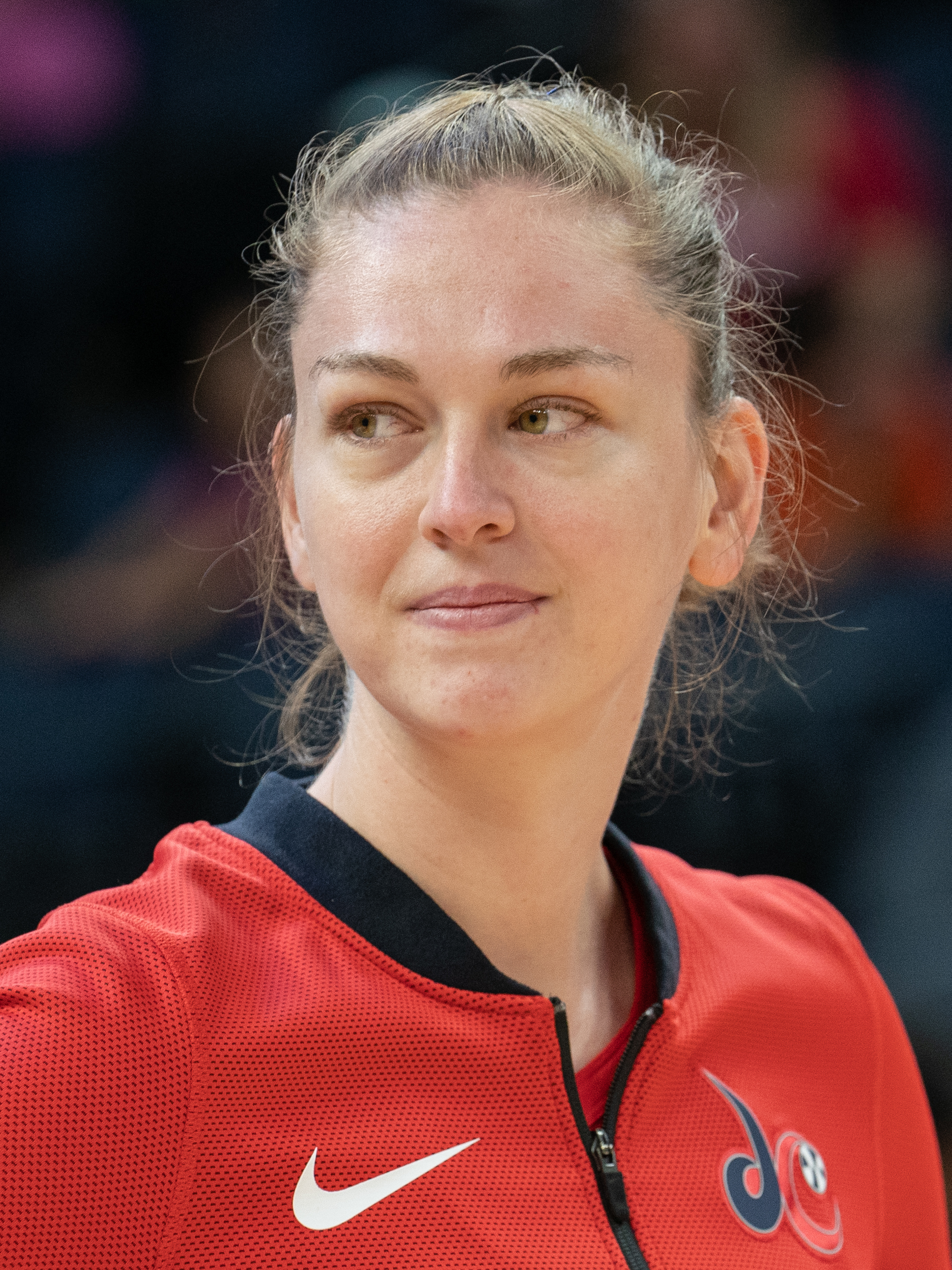
Emma Meesseman.

## Groupe A

### Biélorussie

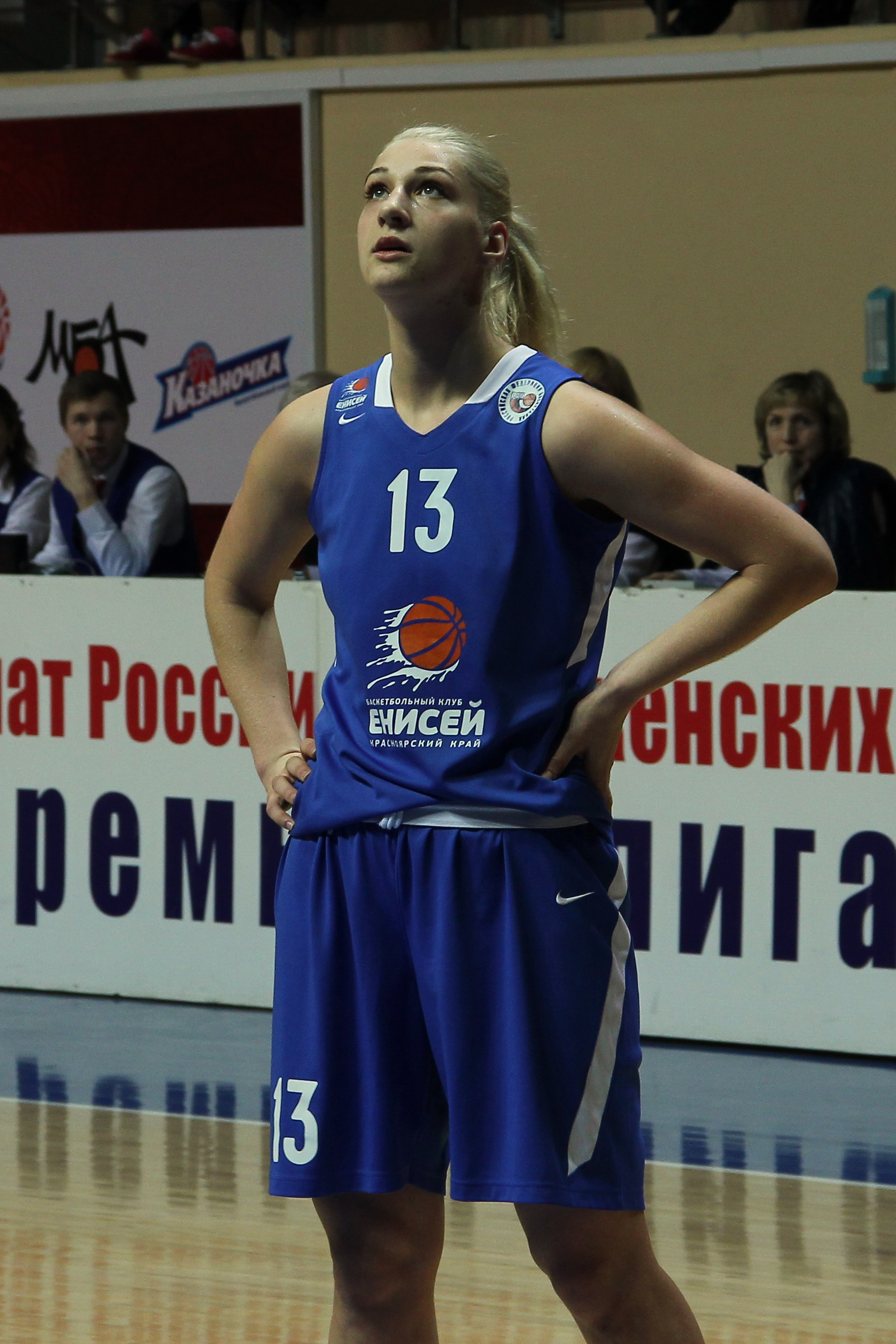
Maryia Papova.

La sélection 2021 est composée de :
| Numéro | Joueuse                | Poste         | Naissance        | Taille | Club 2020-2021      |
| ------ | ---------------------- | ------------- | ---------------- | ------ | ------------------- |
| 4      | Alena Karasevich       | Arrière       | 4 avril 1994     | 1,79 m | Olimpia Grodno      |
| 5      | Aliaksandra Tarasava   | Meneuse       | 23 juin 1988     | 1,72 m | TK Hannover         |
| 7      | Yuliya Rytsikava       | Arrière       | 8 septembre 1986 | 1,80 m | Horizont Minsk      |
| 8      | Tat'yana Likhtarovitch | Arrière       | 29 mars 1988     | 1,78 m | Basket Esch         |
| 9      | Volha Ziuzkova         | Meneuse       | 14 juin 1983     | 1,72 m | Horizont Minsk      |
| 10     | Anastasiya Verameyenka | Ailière forte | 10 juillet 1987  | 1,92 m | Horizont Minsk      |
| 13     | Maryia Papova          | Meneuse       | 13 juillet 1994  | 1,89 m | UMMC Iekaterinbourg |
| 17     | Yuliya Vasilevich      | Arrière       | 21 juin 2001     | 1,72 m | Olimpia Grodno      |
| 18     | Hanna Brych            | Ailière forte | 8 mars 1997      | 1,88 m | Kazanochka Kazan    |
| 20     | Alex Bentley           | Meneuse       | 27 octobre 1990  | 1,73 m | Dynamo Koursk       |
| 21     | Viktoryia Hasper       | Pivot         | 9 janvier 1988   | 1,92 m | Horizont Minsk      |
| 23     | Yanina Inkina          | Ailière forte | 16 octobre 1997  | 1,87 m | Horizont Minsk      |

Entraîneuse: Natal'ya Trofimova
Assistants :  Aliaksei Pyntsikau et Zlatan Prešić

### Espagne

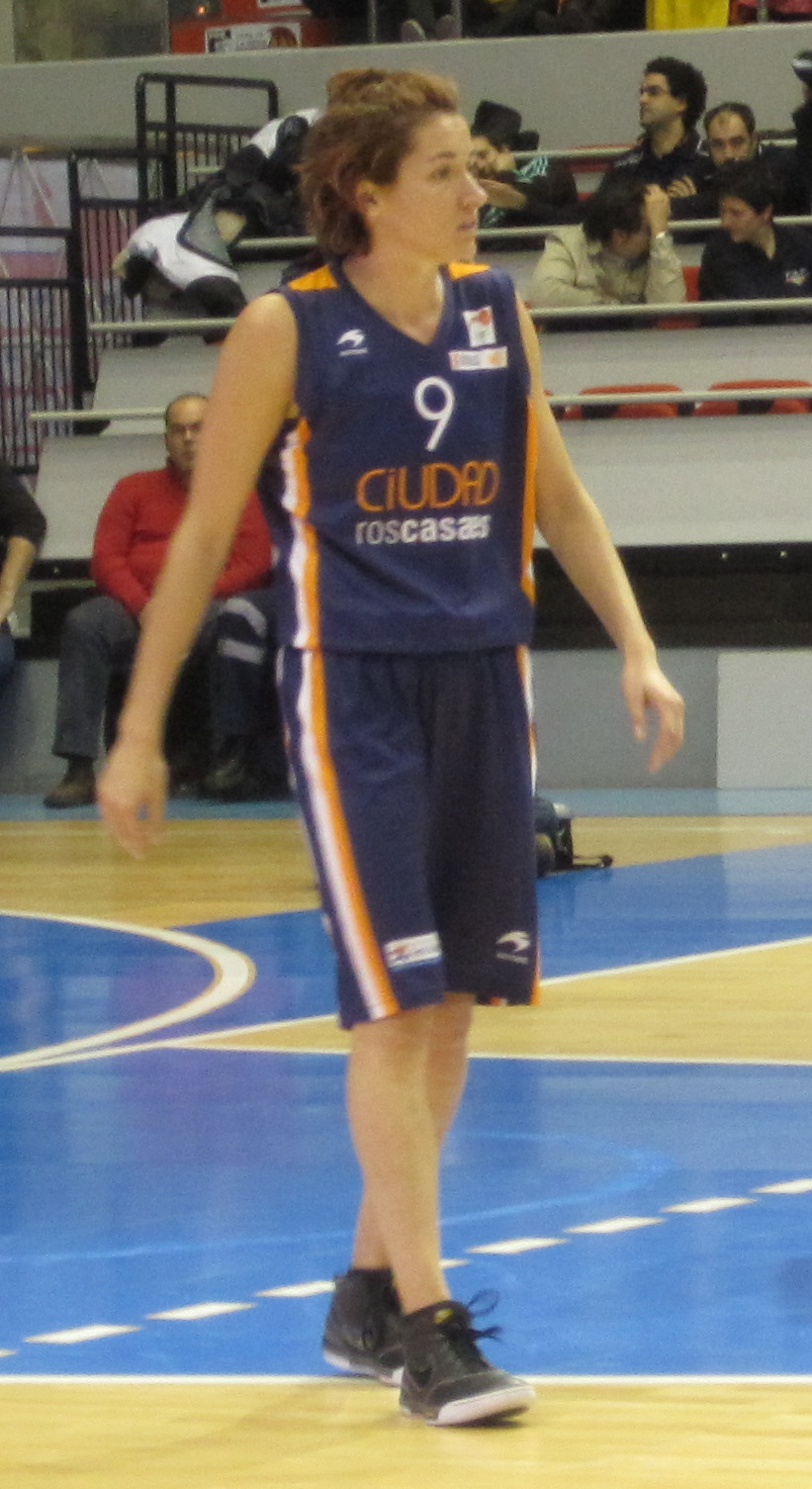
Laia Palau

La sélection 2021 est composée de :
| Numéro | Joueuse          | Poste   | Naissance         | Taille | Club 2020-2021          |
| ------ | ---------------- | ------- | ----------------- | ------ | ----------------------- |
| 5      | Cristina Ouviña  | Meneuse | 18 septembre 1990 | 1,73 m | Valence Basket Club     |
| 6      | Silvia Domínguez | Arrière | 31 janvier 1987   | 1,65 m | CB Avenida Salamanque   |
| 9      | Laia Palau       | Meneuse | 10 septembre 1979 | 1,78 m | Uni Gérone CB           |
| 11     | Leonor Rodríguez | Arrière | 21 octobre 1991   | 1,80 m | CB Avenida Salamanque   |
| 12     | Maite Cazorla    | Meneuse | 18 juin 1997      | 1,78 m | CB Avenida Salamanque   |
| 14     | Raquel Carrera   | Pivot   | 31 octobre 2001   | 1,90 m | Valence Basket Club     |
| 18     | Queralt Casas    | Arrière | 18 novembre 1992  | 1,80 m | Valence Basket Club     |
| 20     | Paula Ginzo      | Pivot   | 16 février 1998   | 1,89 m | Lointek Gernika Bizkaia |
| 22     | María Conde      | Ailière | 14 janvier 1997   | 1,86 m | USK Prague              |
| 24     | Laura Gil        | Pivot   | 24 avril 1992     | 1,90 m | Valence Basket Club     |
| 33     | Laura Quevedo    | Ailière | 15 avril 1994     | 1,83 m | CB Estudiantes          |
| 45     | Astou Ndour      | Pivot   | 22 août 1994      | 1,98 m | Hatay BB                |

Entraîneur : Lucas Mondelo
Assistants : Roberto Hernández et Madelén Urieta

### Slovaquie
La sélection 2021 est composée de :
| Numéro | Joueuse               | Poste         | Naissance       | Taille | Club 2020-2021                 |
| ------ | --------------------- | ------------- | --------------- | ------ | ------------------------------ |
| 3      | Ivana Jakubcová       | Pivot         | 20 août 1994    | 1,97 m | Basket Femminile Le Mura Lucca |
| 4      | Veronika Remeranova   | Ailière       | 16 mars 1997    | 1,86 m | KP Brno                        |
| 5      | Radka Stašová         | Meneuse       | 14 mai 1997     | 1,69 m | MBK Ružomberok                 |
| 6      | Timea Sujová          | Arrière       | 26 février 1984 | 1,72 m | ŠBK Šamorín                    |
| 8      | Natália Martišková    | Arrière       | 14 juin 1999    | 1,70 m | Piestanske Cajki               |
| 9      | Terezia Páleníková    | Ailière       | 16 août 1995    | 1,78 m | Piestanske Cajki               |
| 11     | Sabina Oroszova       | Ailière forte | 5 juin 1993     | 1,92 m | Seat-Szese Győr                |
| 13     | Miroslava Praženicová | Arrière       | 2 juin 1997     | 1,83 m | MBK Ružomberok                 |
| 14     | Michaela Fekete       | Ailière forte | 28 juillet 1994 | 1,88 m | Dinamo Lab                     |
| 15     | Nikola Kováčiková     | Meneuse       | 6 janvier 1999  | 1,80 m | Quakers de Penn                |
| 16     | Alica Moravčíková     | Pivot         | 5 décembre 1994 | 1,90 m | USC Heidelberg                 |
| 77     | Nikola Dudášová       | Meneuse       | 17 mars 1995    | 1,78 m | PEAC-Pécs                      |

Entraîneur : Juraj Suja
Assistant : Peter Jankovič

### Suède

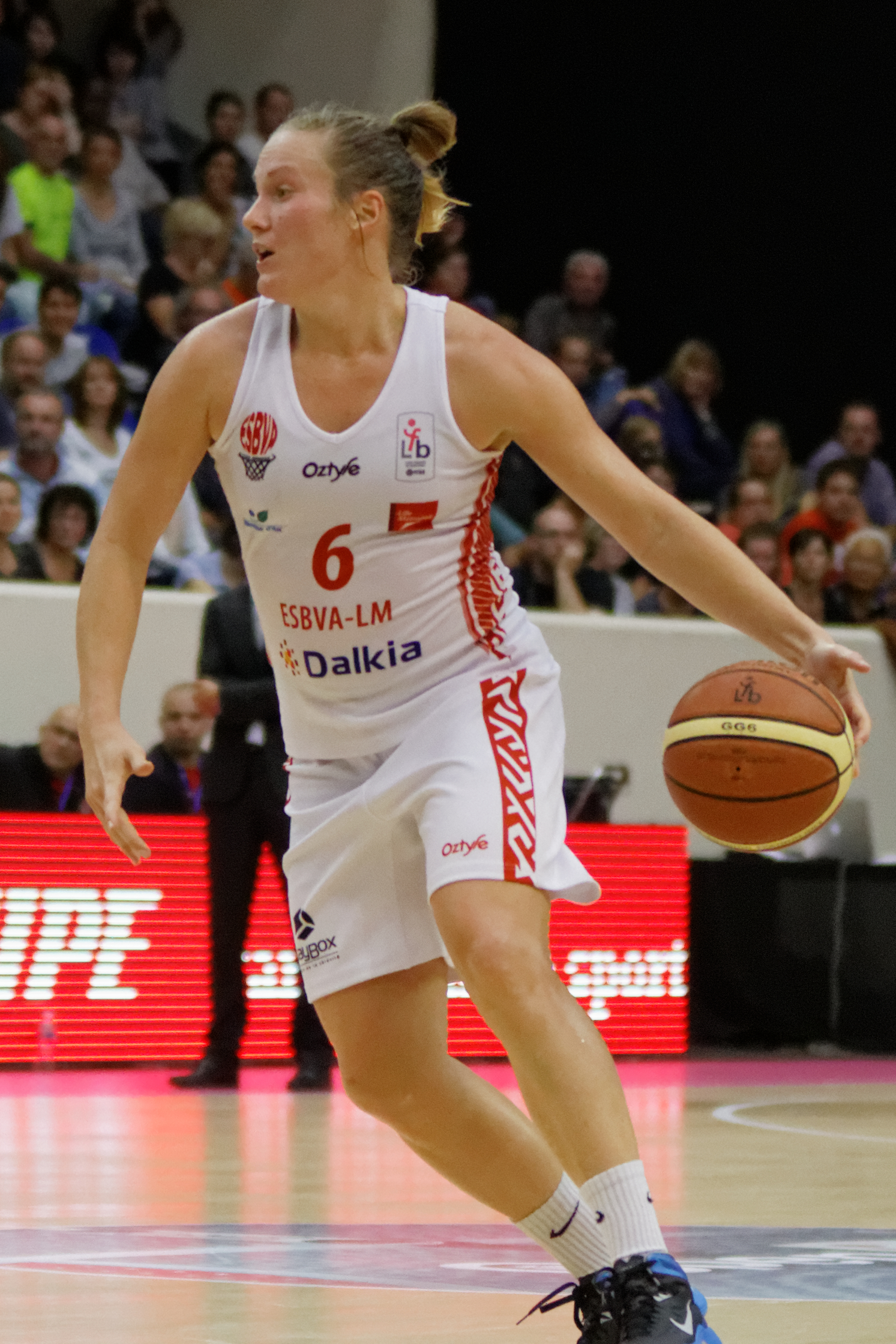
Elin Eldebrink.

La sélection 2021 est composée de :
| Numéro | Joueuse            | Poste         | Naissance         | Taille | Club 2020-2021              |
| ------ | ------------------ | ------------- | ----------------- | ------ | --------------------------- |
| 4      | Nathalie Fontaine  | Ailière forte | 3 octobre 1993    | 1,88 m | Olympiakós                  |
| 5      | Kalis Loyd         | Ailière       | 5 avril 1989      | 1,84 m | Toulouse Métropole Basket   |
| 6      | Frida Eldebrink    | Arrière       | 4 janvier 1988    | 1,74 m | Uni Gérone CB               |
| 7      | Klara Lundquist    | Meneuse       | 28 août 1999      | 1,73 m | Arka Gdynia                 |
| 8      | Ellen Nyström      | Ailière       | 15 septembre 1993 | 1,85 m | Luleå BBK                   |
| 9      | Elin Eldebrink     | Meneuse       | 4 janvier 1988    | 1,74 m | Tango Bourges Basket        |
| 10     | Binta Drammeh      | Ailière       | 21 mai 1992       | 1,81 m | Uni Gérone CB               |
| 12     | Matilda Ekh        | Ailière       | 19 avril 2002     | 1,82 m | Luleå BBK                   |
| 16     | Stephanie Visscher | Arrière       | 4 mars 1999       | 1,80 m | Stephen F. Austin Ladyjacks |
| 22     | Emma Johansson     | Pivot         | 21 mai 1992       | 1,87 m | Wetterbygden Sparks         |
| 24     | Paulina Hersler    | Pivot         | 16 mai 1994       | 1,90 m | Battipaglia                 |
| 58     | Allis Nyström      | Ailière       | 12 décembre 1993  | 1,84 m | Luleå BBK                   |

Sélectionneur : Marco Crespi
Assisté de : Viktor Bengtsson et Mats Levin

## Groupe B

### Grèce
La sélection 2021 est composée de :
| Numéro | Joueuse                  | Poste         | Naissance        | Taille | Club 2020-2021        |
| ------ | ------------------------ | ------------- | ---------------- | ------ | --------------------- |
| 4      | Ánna Stamolámprou        | Arrière       | 26 août 1995     | 1,70 m | Olympiakós            |
| 5      | Eleni Bosgana            | Arrière       | 4 décembre 2003  | 1,88 m | ACS Athènes           |
| 6      | Dionysia Alexandri       | Meneuse       | 24 octobre 1989  | 1,70 m | Olympiakós            |
| 8      | Pinelopi Pavlopoulou     | Meneuse       | 3 mars 1996      | 1,72 m | ACS Sepsi             |
| 11     | Angelikí Nikolopoúlou    | Meneuse       | 2 mai 1991       | 1,74 m | Olympiakós            |
| 12     | Katerína Sotiríou        | Ailière forte | 3 juin 1984      | 1,84 m | VBW CEKK Cegléd       |
| 13     | Vasiliki Louka           | Pivot         | 5 juillet 1993   | 1,92 m | A3 Basket             |
| 15     | Ártemis Spanoú           | Ailière forte | 1er juin 1993    | 1,86 m | CCC Polkowice         |
| 19     | Christina Anastasopoulou | Ailière       | 25 novembre 2002 | 1,82 m | Proteas Voulas        |
| 23     | Elena Tsineke            | Arrière       | 11 juillet 1999  | 1,76 m | Lefkadas BC           |
| 26     | Ioanna Diela             | Arrière       | 2 juin 1990      | 1,81 m | Panathinaïkós         |
| 34     | Mariélla Fasoúla         | Pivot         | 2 septembre 1997 | 1,92 m | CB Avenida Salamanque |

Entraîneur : Vasileios Maslarinos
Assistants : Dímitra Kaléntzou et Athanasios Niklas

### Italie

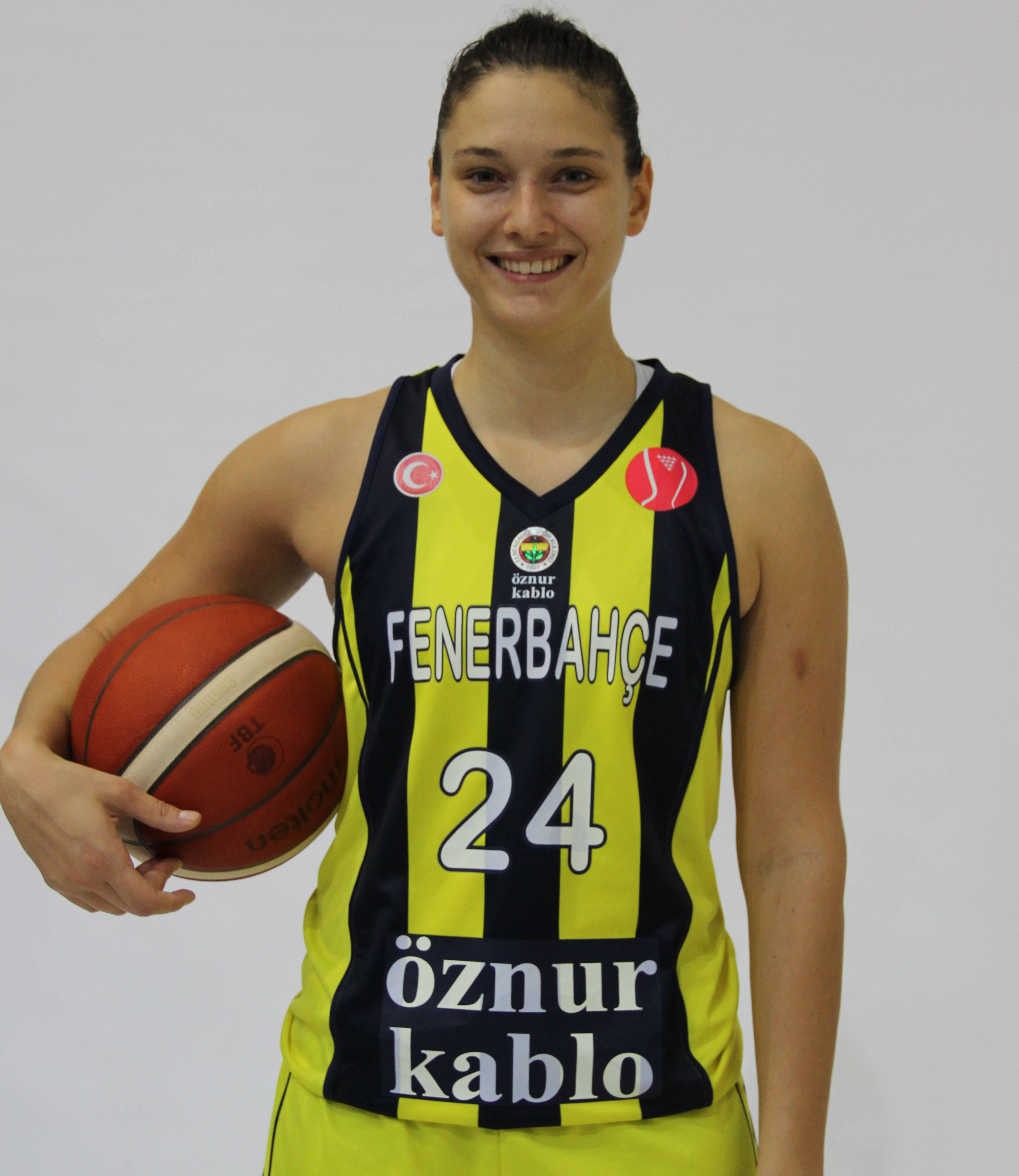
Cecilia Zandalasini.

La sélection 2021 est composée de :
| Numéro | Joueuse             | Poste         | Naissance        | Taille | Club 2020-2021                 |
| ------ | ------------------- | ------------- | ---------------- | ------ | ------------------------------ |
| 0      | Jasmine Keys        | Ailière       | 8 octobre 1997   | 1,90 m | Famila Schio                   |
| 3      | Nicole Romeo        | Meneuse       | 29 août 1989     | 1,66 m | Virtus Eirene Raguse           |
| 4      | Martina Bestagno    | Pivot         | 14 août 1990     | 1,89 m | Reyer Venise                   |
| 5      | Debora Carangelo    | Meneuse       | 10 février 1992  | 1,67 m | Reyer Venise                   |
| 9      | Cecilia Zandalasini | Ailière       | 16 mars 1996     | 1,85 m | Fenerbahçe SK                  |
| 11     | Francesca Pan       | Arrière       | 24 mai 1997      | 1,80 m | Reyer Venise                   |
| 13     | Valeria De Pretto   | Ailière       | 16 novembre 1991 | 1,85 m | Famila Schio                   |
| 22     | Olbis Andrè         | Pivot         | 25 décembre 1998 | 1,92 m | Famila Schio                   |
| 23     | Sabrina Cinili      | Pivot         | 22 avril 1989    | 1,91 m | Famila Schio                   |
| 30     | Beatrice Attura     | Meneuse       | 5 novembre 1994  | 1,70 m | Reyer Venise                   |
| 31     | Lorela Cubaj        | Pivot         | 8 janvier 1999   | 1,93 m | Yellow Jackets de Georgia Tech |
| 41     | Elisa Penna         | Ailière forte | 13 novembre 1995 | 1,87 m | Reyer Venise                   |

Entraîneur : Lino Lardo
Assistants : Giovanni Lucchesi et Massimo Romano

### Monténégro

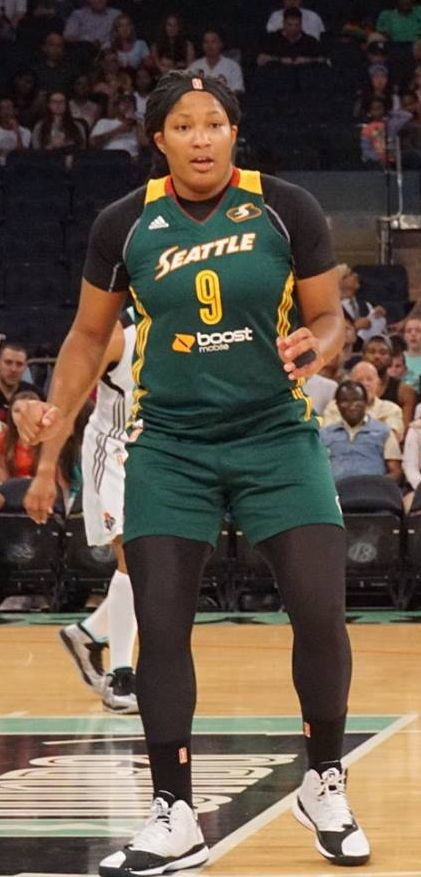
Markeisha Gatling.

La sélection 2021 est composée de :
| Numéro | Joueuse           | Poste         | Naissance         | Taille | Club 2020-2021            |
| ------ | ----------------- | ------------- | ----------------- | ------ | ------------------------- |
| 1      | Jelena Dubljević  | Ailière forte | 7 mai 1987        | 1,91 m | Elazığ                    |
| 5      | Jovana Pašić      | Arrière       | 12 mai 1992       | 1,83 m | ACS Sepsi                 |
| 8      | Dragana Živković  | Arrière       | 23 janvier 2001   | 1,79 m | ŽKK Budućnost Podgorica   |
| 9      | Snežana Aleksić   | Meneuse       | 14 janvier 1989   | 1,73 m | WBC Montana 2003          |
| 10     | Kristina Raković  | Ailière forte | 26 septembre 1994 | 1,85 m | Club Bàsquet Santfeliuenc |
| 11     | Božica Mujović    | Meneuse       | 7 janvier 1996    | 1,76 m | PINKK-Pécsi 424           |
| 12     | Milena Jakšić     | Arrière       | 27 décembre 1998  | 1,83 m | ŽKK Budućnost Podgorica   |
| 13     | Bojana Kovačević  | Ailière forte | 16 octobre 1996   | 1,86 m | Campus Promete            |
| 19     | Violeta Lazarević | Pivot         | 13 juin 1997      | 1,90 m | ŽKK Budućnost Podgorica   |
| 25     | Marija Leković    | Pivot         | 21 juillet 2003   | 1,66 m | ŽKK Budućnost Podgorica   |
| 30     | Milica Jovanović  | Ailière forte | 14 août 1989      | 1,89 m | İzmit Belediyespor        |
| 34     | Markeisha Gatling | Pivot         | 14 juillet 1992   | 1,96 m | Nadejda Orenbourg         |

Entraîneuse : Jelena Škerović
Assistant : Dušan Dubljević

### Serbie

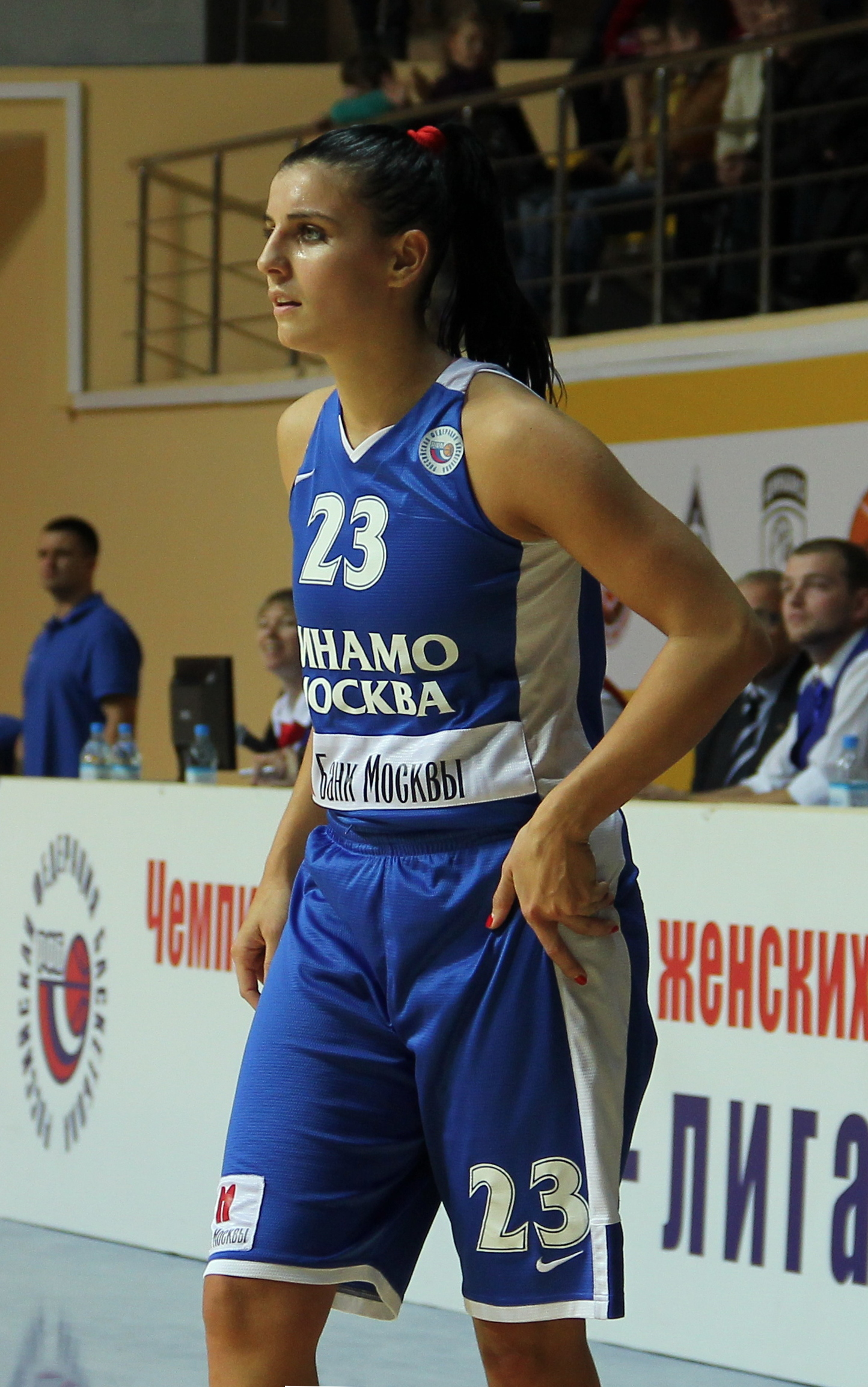
Ana Dabović.

La sélection 2021 est composée de :
| Numéro | Joueuse               | Poste | Naissance        | Taille | Club 2020-2021         |
| ------ | --------------------- | ----- | ---------------- | ------ | ---------------------- |
| 5      | Sonja Vasić           | F     | 18 février 1989  | 1,89 m | Uni Girona             |
| 6      | Saša Čađo             | SG    | 13 juillet 1989  | 1,78 m | Flammes Carolo         |
| 8      | Nevena Jovanović      | SG    | 30 juin 1990     | 1,78 m | Basket Landes          |
| 9      | Jelena Brooks         | PF    | 28 avril 1989    | 1,90 m | UE Sopron              |
| 10     | Dajana Butulija       | SG    | 23 février 1986  | 1,75 m |                        |
| 11     | Aleksandra Crvendakić | F     | 17 mars 1996     | 1,87 m | Lyon ASVEL             |
| 12     | Yvonne Anderson       | PG    | 8 mars 1990      | 1,75 m | Reyer Venise           |
| 23     | Ana Dabović           | SG    | 18 août 1989     | 1,83 m | Lattes Montpellier     |
| 24     | Maja Škorić           | PF    | 10 novembre 1989 | 1,84 m | KSC Szekszard          |
| 25     | Maša Janković         | SF    | 1er février 2000 | 1,87 m | ZKK Crvena Zvezda      |
| 32     | Angela Dugalić        | PF    | 29 décembre 2001 | 1,93 m | Maine West High School |
| 33     | Tina Krajišnik        | PF    | 12 janvier 1991  | 1,84 m | Galatasaray SK         |

Entraîneuse: Marina Maljković
Assistants : Vladimir Vuksanovic et Milos Paden

## Groupe C

### Belgique
La sélection 2021 est composée de :
| Numéro | Joueuse            | Poste         | Naissance         | Taille | Club 2020-2021             |
| ------ | ------------------ | ------------- | ----------------- | ------ | -------------------------- |
| 5      | Kim Mestdagh       | Arrière       | 12 mars 1990      | 1,78 m | Famila Schio               |
| 6      | Antonia Delaere    | Ailière       | 1er août 1994     | 1,82 m | IDK Euskotren              |
| 9      | Marjorie Carpréaux | Meneuse       | 17 septembre 1987 | 1,65 m | Mithra Castors Braine      |
| 11     | Emma Meesseman     | Ailière forte | 13 mai 1993       | 1,92 m | UMMC Iekaterinbourg        |
| 13     | Kyara Linskens     | Pivot         | 13 novembre 1996  | 1,93 m | Magnolia Campobasso        |
| 22     | Hanne Mestdagh     | Ailière forte | 19 avril 1993     | 1,78 m | Basket Namur-Capitale      |
| 23     | Serena-Lynn Geldof | Pivot         | 2 mars 1997       | 1,96 m | Campus Promete             |
| 25     | Becky Massey       | Pivot         | 21 mars 2000      | 1,86 m | Kangoeroes Basket Mechelen |
| 32     | Heleen Nauwelaers  | Ailière forte | 14 mars 1996      | 1,80 m | CDB Clarinos Tenerife      |
| 34     | Billie Massey      | Pivot         | 21 mars 2000      | 1,86 m | Kangoeroes Basket Mechelen |
| 35     | Julie Vanloo       | Meneuse       | 10 février 1993   | 1,72 m | Basket Saragosse 2002      |
| 55     | Julie Allemand     | Meneuse       | 7 juillet 1996    | 1,74 m | LDLC ASVEL féminin         |

Entraîneur : Philip Mestdagh
Assistants : Sven Van Camp et Pierre Cornia

### Bosnie-Herzégovine

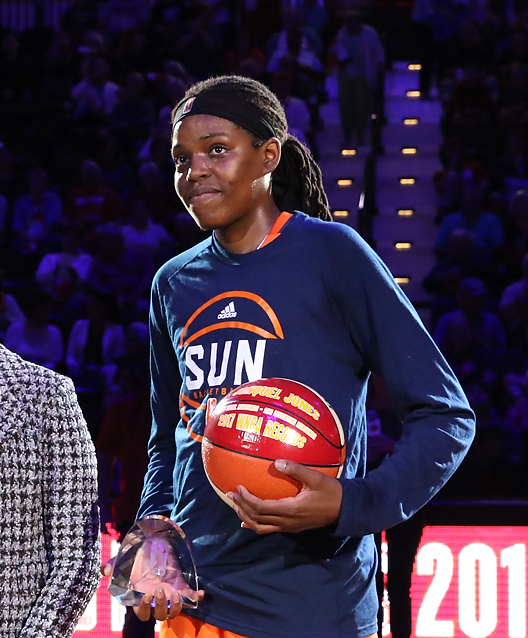
Jonquel Jones.

La sélection 2021 est composée de :
| Numéro | Joueuse            | Poste         | Naissance         | Taille | Club 2020-2021          |
| ------ | ------------------ | ------------- | ----------------- | ------ | ----------------------- |
| 4      | Milica Deura       | Meneuse       | 22 juillet 1990   | 1,78 m | Rutronik Stars Keltern  |
| 5      | Miljana Džombeta   | Meneuse       | 5 juillet 1994    | 1,75 m | ZTE Női Kosárlabda Klub |
| 7      | Nikolina Babić     | Meneuse       | 16 février 1995   | 1,77 m | ŽKK Budućnost Podgorica |
| 9      | Dragana Domuzin    | Arrière       | 3 novembre 2000   | 1,74 m | Herner TC               |
| 10     | Marica Gajić       | Arrière       | 27 avril 1995     | 1,85 m | Flammes Carolo basket   |
| 11     | Nikolina Delić     | Meneuse       | 1er novembre 1996 | 1,84 m | ŽKD Ježica              |
| 13     | Melisa Brčaninović | Ailière forte | 19 février 1999   | 1,93 m | Lointek Gernika Bizkaia |
| 15     | Nikolina Džebo     | Ailière forte | 11 août 1995      | 1,86 m | ZKK Feniks Banja Luka   |
| 21     | Irena Vrančić      | Meneuse       | 21 mars 1990      | 1,73 m | Horizont Minsk          |
| 24     | Matea Tavić        | Arrière       | 29 mai 1992       | 1,78 m | Rutronik Stars Keltern  |
| 25     | Anđela Delić       | Arrière       | 1er novembre 1996 | 1,81 m | WBC Beroe               |
| 35     | Jonquel Jones      | Pivot         | 5 janvier 1994    | 1,98 m | UMMC Iekaterinbourg     |

Entraîneur : Goran Lojo
Assistant : Armin Sečerović

### Slovénie

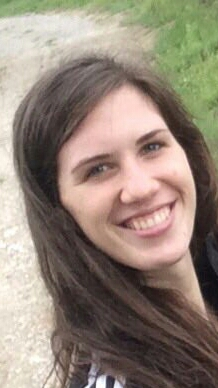
Eva Lisec.

La sélection 2021 est composée de :
| Numéro | Joueuse            | Poste         | Naissance        | Taille | Club 2020-2021              |
| ------ | ------------------ | ------------- | ---------------- | ------ | --------------------------- |
| 1      | Eva Lisec          | Pivot         | 17 juin 1995     | 1,92 m | Dynamo Koursk               |
| 3      | Teja Oblak         | Arrière       | 20 décembre 1990 | 1,72 m | USK Prague                  |
| 6      | Aleksandra Krošelj | Arrière       | 25 février 1999  | 1,72 m | Kangoeroes Basket Mechelen  |
| 7      | Maruša Seničar     | Ailière forte | 5 mai 1997       | 1,87 m | Cinkarna Celje              |
| 8      | Teja Goršič        | Pivot         | 7 juillet 1999   | 1,89 m | TK Hanovre                  |
| 9      | Annamaria Prezelj  | Arrière       | 30 juillet 1997  | 1,75 m | Quesos El Pastor            |
| 10     | Tina Jakovina      | Ailière       | 11 août 1992     | 1,82 m | Club Polideportivo Bembibre |
| 13     | Zala Friškovec     | Ailière       | 10 octobre 1999  | 1,80 m | KSC Szekszárd               |
| 20     | Lea Debeljak       | Pivot         | 25 octobre 2001  | 1,77 m | Cinkarna Celje              |
| 30     | Shante Evans       | Ailière forte | 8 juillet 1991   | 1,85 m | CB Avenida Salamanque       |
| 31     | Tina Trebec        | Ailière forte | 10 mars 1990     | 1,89 m | Montbrison                  |
| 92     | Nika Barič         | Meneuse       | 2 septembre 1992 | 1,69 m | Dynamo Koursk               |

Entraîneur : Damir Grgić
Assistants : Alojzij Duščak et Jure Krajnc

### Turquie

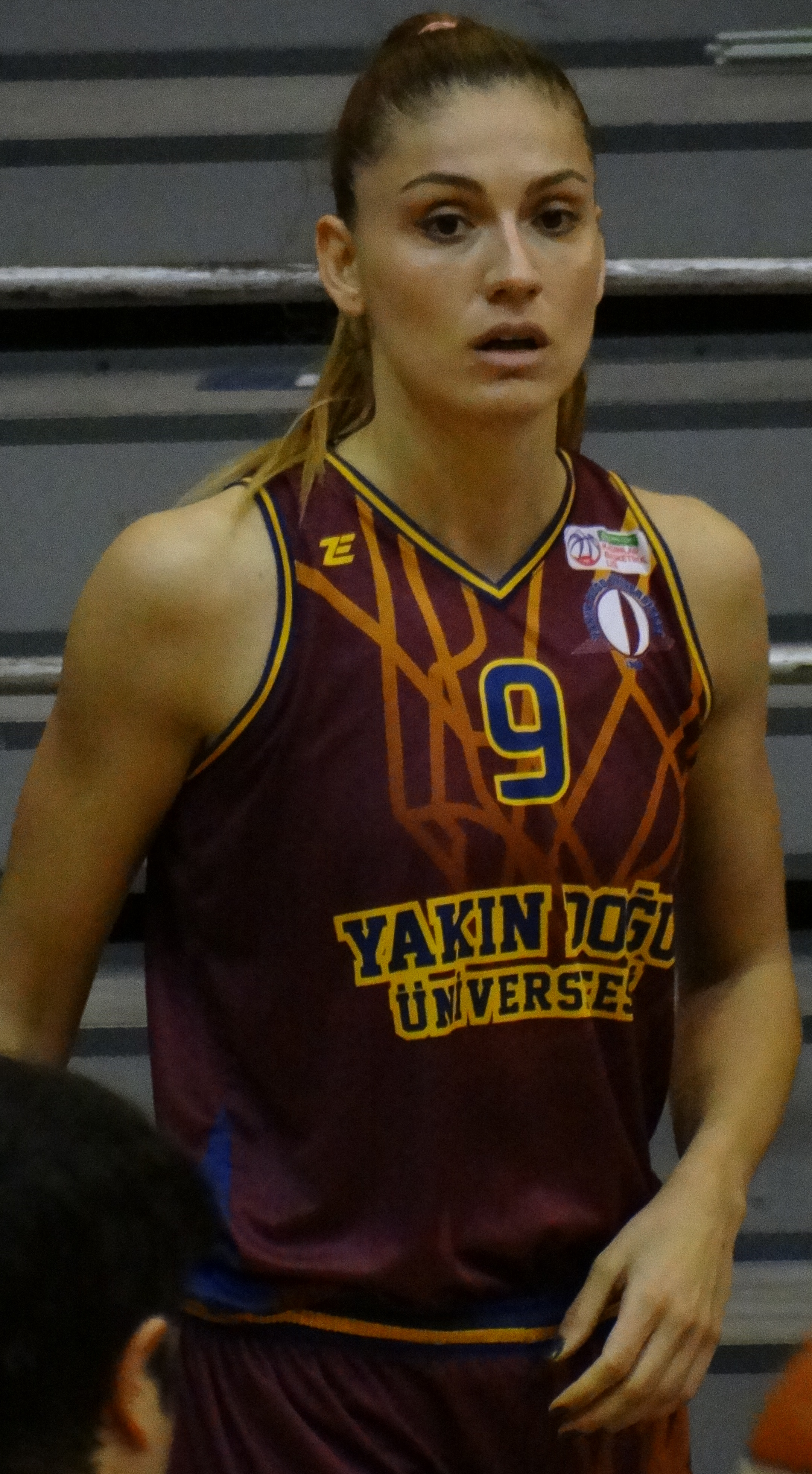
Bahar Çağlar.

La sélection 2021 est composée de :
| Numéro | Joueuse                | Poste         | Naissance         | Taille | Club 2020-2021            |
| ------ | ---------------------- | ------------- | ----------------- | ------ | ------------------------- |
| 1      | Pelin Bilgiç           | Arrière       | 15 juillet 1994   | 1,75 m | Galatasaray SK            |
| 2      | Sevgi Uzun             | Arrière       | 3 mars 1975       | 1,90 m | Fenerbahçe SK             |
| 4      | Olcay Çakır            | Meneuse       | 13 juillet 1993   | 1,82 m | Fenerbahçe SK             |
| 5      | Melis Gülcan           | Ailière       | 28 mai 1996       | 1,87 m | Abdullah Gül Üniversitesi |
| 9      | Bahar Çağlar           | Ailière       | 28 septembre 1988 | 1,90 m | Botaş Spor Kulübü         |
| 12     | Tuğçe Canıtez          | Ailière forte | 10 novembre 1990  | 1,88 m | Fenerbahçe SK             |
| 13     | Quanitra Hollingsworth | Pivot         | 15 novembre 1988  | 1,97 m | Çukurova BK Mersin        |
| 23     | Meltem Yıldızhan       | Ailière forte | 5 août 1999       | 1,88 m | Nesibe Aydın GSK          |
| 24     | İnci Güçlü             | Pivot         | 26 février 1999   | 2,05 m | İzmit Belediyespor        |
| 25     | Şerife Alperi Onar     | Meneuse       | 2 janvier 1996    | 1,70 m | Fenerbahçe SK             |
| 33     | Esra Ural              | Pivot         | 18 août 1991      | 1,98 m | Abdullah Gül Üniversitesi |
| 99     | Gökşen Fitik           | Ailière       | 11 août 2001      | 1,75 m | Çukurova BK Mersin        |

Entraîneur : Ceyhun Yıldızoğlu
Assistants : Erman Okerman et Olcay Orak

## Groupe D

### Croatie
| Numéro | Joueuse             | Poste         | Naissance        | Taille | Club 2020-2021             |
| ------ | ------------------- | ------------- | ---------------- | ------ | -------------------------- |
| 1      | Karla Erjavec       | Meneuse       | 17 juin 1999     | 1,80 m | Hurricanes de Miami        |
| 2      | Mia Mašić           | Ailière       | 4 avril 1993     | 1,80 m | TK Hanovre                 |
| 4      | Ana-Marija Begić    | Ailière forte | 17 janvier 1994  | 1,91 m | Arka Gdynia                |
| 6      | Iva Slonjšak        | Arrière       | 16 avril 1997    | 1,83 m | Saint-Amand                |
| 7      | Ivana Tikvić        | Pivot         | 20 mars 1994     | 1,94 m | CDB Clarinos Tenerife      |
| 10     | Andrijana Cvitković | Ailière       | 28 avril 1994    | 1,90 m | Club Baloncesto Zona Press |
| 11     | Ana Petrak          | Meneuse       | 27 juillet 1998  | 1,68 m | ŽKK Medveščak              |
| 14     | Nina Premasunac     | Ailière forte | 25 octobre 1992  | 1,88 m | Magnolia Campobasso        |
| 18     | Ivana Dojkić        | Meneuse       | 24 décembre 1997 | 1,80 m | Virtus Segafredo Bologna   |
| 19     | Matea Tadić         | Meneuse       | 25 octobre 1998  | 1,76 m | Piešťanské Čajky           |
| 22     | Lea Miletić         | Ailière forte | 22 août 1995     | 1,83 m | Piešťanské Čajky           |
| 24     | Klaudia Periša      | Arrière       | 10 décembre 1996 | 1,80 m | Saarlouis Royals           |

Entraîneur : Stipe Bralić
Assistants : Goran Gunjević et Iva Borović

### France

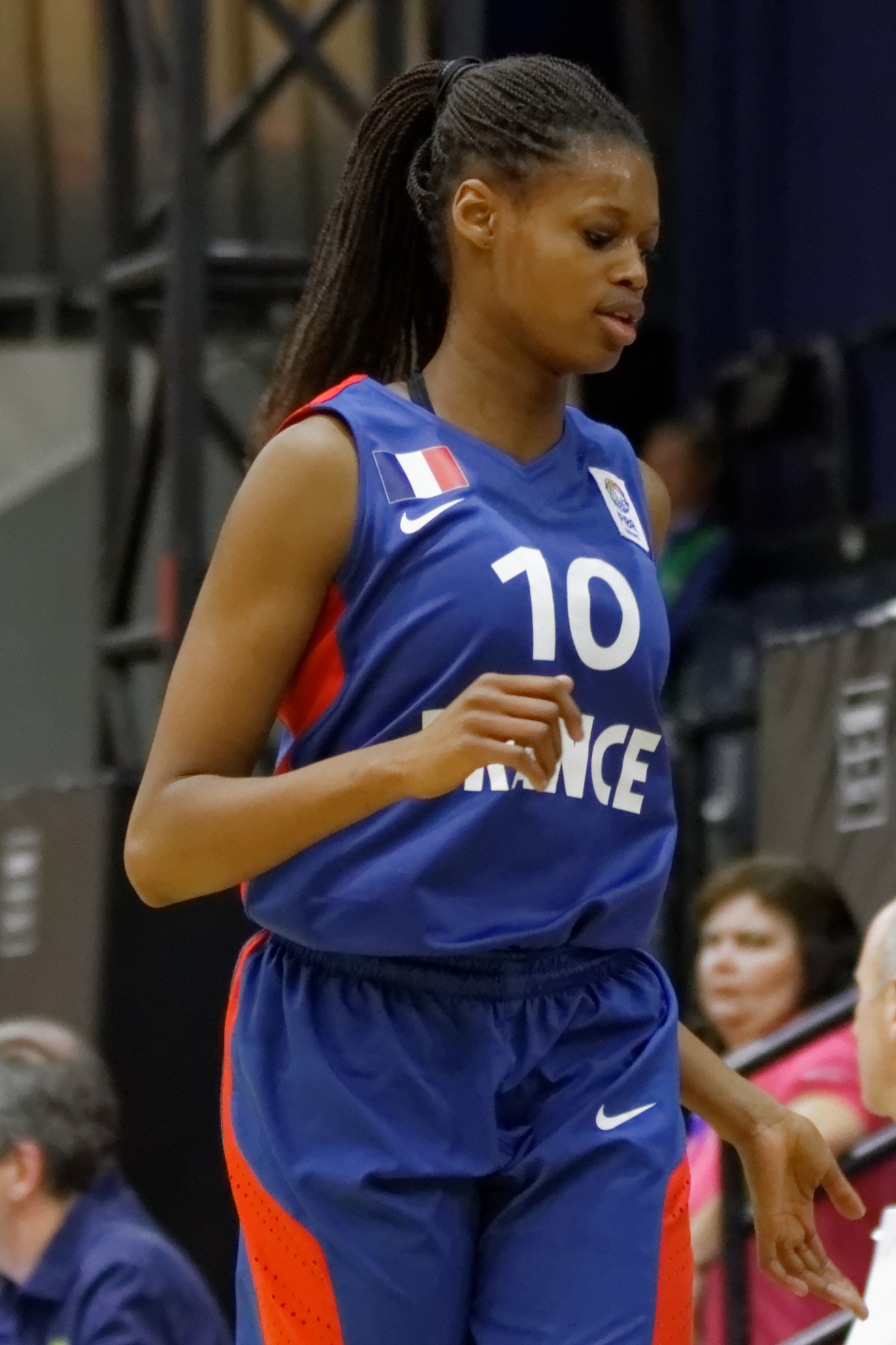
Valériane Vukosavljević.

La sélection 2021 est composée de :
| Numéro | Joueuse                 | Poste         | Naissance        | Taille | Club 2020-2021       |
| ------ | ----------------------- | ------------- | ---------------- | ------ | -------------------- |
| 0      | Olivia Époupa           | Meneuse       | 30 avril 1994    | 1,65 m | Charnay Basket       |
| 05     | Nwal-Endéné Miyem       | Ailière forte | 15 mai 1988      | 1,88 m | Flammes Carolo       |
| 06     | Alexia Chartereau       | Ailière       | 5 septembre 1998 | 1,91 m | Tango Bourges Basket |
| 07     | Sandrine Gruda          | Pivot         | 25 juin 1987     | 1,93 m | Famila Schio         |
| 08     | Helena Ciak             | Pivot         | 15 décembre 1989 | 1,97 m | ASVEL Lyon           |
| 10     | Sarah Michel            | Arrière       | 10 janvier 1989  | 1,80 m | Tango Bourges Basket |
| 11     | Valériane Vukosavljević | Ailière       | 29 avril 1994    | 1,85 m | Basket Landes        |
| 12     | Iliana Rupert           | Pivot         | 9 décembre 1989  | 1,93 m | Tango Bourges Basket |
| 15     | Gabby Williams          | Ailière       | 9 septembre 1996 | 1,80 m | Sopron Basket        |
| 23     | Marine Johannès         | Arrière       | 21 janvier 1995  | 1,77 m | ASVEL Lyon           |
| 39     | Alix Duchet             | Meneuse       | 9 juillet 1982   | 1,63 m | Tango Bourges Basket |
| 93     | Diandra Tchatchouang    | Ailière       | 14 juin 1991     | 1,86 m | Lattes Montpellier   |

Entraîneuse: Valérie Garnier
Assistants : Grégory Halin, Rachid Meziane, Olivier Lafargue

### Russie

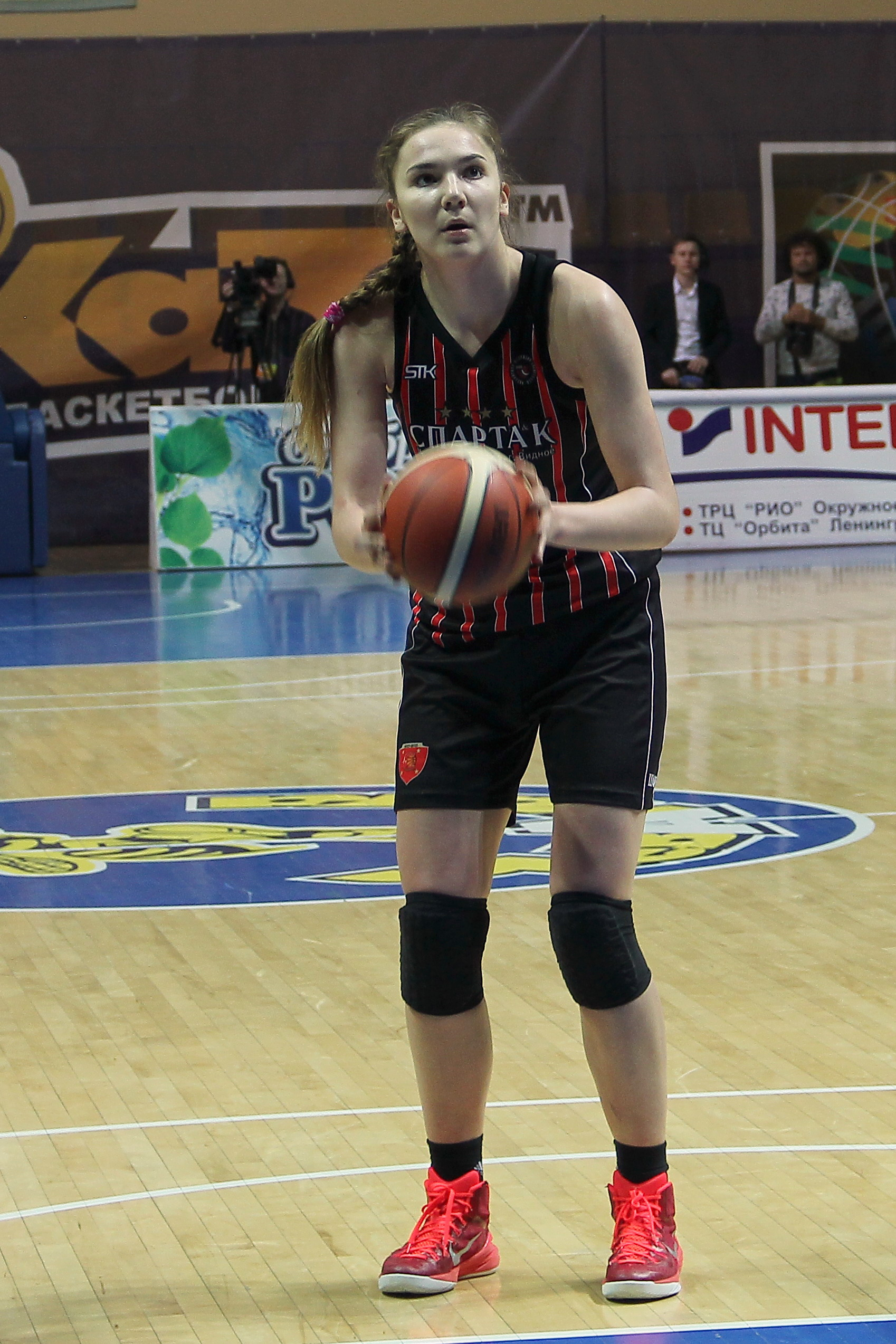
Maria Vadeïeva.

| Numéro | Joueuse               | Poste         | Naissance        | Taille | Club 2020-2021           |
| ------ | --------------------- | ------------- | ---------------- | ------ | ------------------------ |
| 1      | Daria Kurilchuk       | Arrière       | 14 février 1998  | 1,81 m | BK Ienisseï Krasnoïarsk  |
| 4      | Raïssa Moussina       | Ailière       | 31 mars 1998     | 1,90 m | Dynamo Koursk            |
| 5      | Marina Goldyreva      | Meneuse       | 19 juin 1993     | 1,69 m | Dynamo Novossibirsk      |
| 6      | Kamilla Ogun          | Ailière       | 7 mai 1999       | 1,81 m | Basket Namur-Capitale    |
| 7      | Maria Vadeïeva        | Pivot         | 16 juillet 1998  | 1,93 m | UMMC Iekaterinbourg      |
| 8      | Ekaterina Fedorenkova | Meneuse       | 12 août 1993     | 1,77 m | NIKA Syktyvkar           |
| 10     | Anastasia Shilova     | Ailière       | 10 janvier 1991  | 1,86 m | Nadejda Orenbourg        |
| 22     | Elizaveta Komarova    | Arrière       | 1er février 1995 | 1,74 m | Nadejda Orenbourg        |
| 55     | Nina Glonti           | Ailière forte | 14 janvier 1997  | 1,89 m | MBA Moscou               |
| 63     | Aleksandra Shtanko    | Pivot         | 21 février 1991  | 1,91 m | MBA Moscou               |
| 97     | Elizaveta Shabanova   | Pivot         | 7 décembre 1997  | 1,97 m | Dynamo Koursk            |
| 99     | Kseniia Levchenko     | Meneuse       | 29 mars 1996     | 1,65 m | Spartak région de Moscou |

Entraîneur : Alexander Kovalev
Assistants : Dmitry Shumikhin et Alexander Vasin

### République tchèque

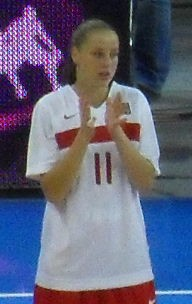
Kateřina Elhotová.

La sélection 2021 est composée de :
| Numéro | Joueuse             | Poste         | Naissance        | Taille | Club 2020-2021             |
| ------ | ------------------- | ------------- | ---------------- | ------ | -------------------------- |
| 0      | Renáta Březinová    | Ailière       | 6 janvier 1990   | 1,85 m | KP Brno                    |
| 4      | Gabriela Andělová   | Ailière       | 21 mars 1996     | 1,73 m | Saarlouis Royals           |
| 5      | Romana Hejdová      | Ailière       | 9 mai 1988       | 1,80 m | Basket Landes              |
| 6      | Kristýna Brabencová | Arrière       | 16 décembre 1999 | 1,81 m | USK Prague                 |
| 7      | Alena Hanušová      | Ailière forte | 29 mai 1991      | 1,91 m | Landerneau Bretagne Basket |
| 8      | Veronika Voráčková  | Arrière       | 21 juin 1999     | 1,80 m | USK Prague                 |
| 10     | Eliška Hamzová      | Meneuse       | 10 janvier 2001  | 1,82 m | Basketbalový Klub Brno     |
| 11     | Kateřina Elhotová   | Ailière       | 14 octobre 1989  | 1,80 m | USK Prague                 |
| 12     | Tereza Vyoralová    | Meneus        | 16 janvier 1994  | 1,76 m | USK Prague                 |
| 18     | Natálie Stoupalová  | Pivot         | 13 juillet 1998  | 1,85 m | Basketbalový Klub Brno     |
| 21     | Veronika Šípová     | Arrière       | 20 mars 1999     | 1,81 m | USK Prague                 |
| 44     | Julia Reisingerová  | Pivot         | 17 avril 1998    | 1,94 m | Uni Gérone CB              |

Entraîneur : Štefan Svitek
Assistants : Ivan Benes et Veronika Bortelová